# Michel Rambaut
Pour les articles homonymes, voir Rambaut.
Michel Rambaut est un physicien nucléaire français né le 2 octobre 1929 au Bouscat (Gironde) et mort le 27 janvier 2009 à Orsay. Il a exploré, à la fin de sa vie, des questions en dehors des domaines scientifiques traditionnels.

## Biographie

### Vie privée
En 1955, au cours de son service militaire à Casablanca au Maroc, il rencontre sa future femme, Geneviève Causse. Ils auront trois filles : Claire, Anne et Claude. 
Michel Rambaut était franc-maçon (membre de la GLNF).

### Études
Après des études secondaires et à la faculté des sciences de Bordeaux, Michel Rambaut est admis à l’École supérieure d’électricité en 1954. Après son diplôme d’ingénieur, il débute en 1958 des travaux de recherche au sein du laboratoire de Physique de l’École normale supérieure, sous la direction d’Yves Rocard.

### Carrière au commissariat à l’Énergie atomique
L’essentiel de sa carrière professionnelle se déroule au commissariat à l'Énergie atomique. 
Il débute à la Direction des applications militaires (DAM) et participe ainsi aux premiers essais nucléaires français, mais il renonce rapidement aux travaux sur les armes pour se consacrer à la recherche, à la radioprotection et à la lutte contre le trafic de matières radioactives. Il travaille notamment sur la spectrométrie gamma embarquée, dans le contexte de l'époque (capacités de calcul limitées), il met au point un algorithme stochastique de détection d'anomalie capable de détecter à distance des sources de moyenne ou haute énergie : il est ainsi à l’origine du système aérien de détection de sources  radioactives qui deviendra Hélinuc,. 
Il entame une collaboration avec Jean-Pierre Vigier qui a, lui aussi, abandonné les applications militaires offensives de la radioactivité : ensemble, ils déposent plusieurs brevets,. 
De 1976 à 1980, il travaille au Grand accélérateur national d’ions lourds à Caen avant de revenir à la DAM. 
Il prend sa retraite en 1992.

## Recherches «frontière»
Dans les 20 dernières années de sa vie, en collaboration avec Jean-Pierre Vigier puis Henri Lehn, Michel Rambaut entreprend des travaux essentiellement théoriques sur des sujets en dehors des domaines scientifiques traditionnels et sur des observations mal expliquées par la physique actuelle. 

### Force d’Ampère
À partir de 1989, il participe à la réouverture du débat scientifique sur l'intérêt de la théorie électrodynamique newtonienne d’Ampère et sur sa compatibilité avec les théories de la physique moderne (théorie électromagnétique de Maxwell-Lorentz, théorie de la relativité restreinte d'Einstein). Il entreprend une vérification expérimentale de l'existence de forces longitudinales d'Ampère. Avec Jean-Pierre Vigier, il soutient que les courants dans les métaux obéissent à la loi d'Ampère tandis que les courants dans le vide obéissent à la loi de Grassmann. Au début du XXIe siècle, ce débat théorique reste ouvert,,,.

### Réactions nucléaires par mise en conditions froides
À la suite de la publication de Stanley Pons et Martin Fleischmann en 1989, il s’intéresse aux aspects théoriques de la fusion non thermonucléaire. Il compare les mécanismes envisagés pour la fusion froide aux phénomènes de fusion capillaire observés par Walter Lochte-Holtgreven (de) à Kiel ; il explique ces derniers par l'action de forces d'Ampère, la fusion capillaire se manifestant après des impulsions électriques de forte intensité dans des tubes courts et fins renfermant un milieu riche en deutérium. Il développe à partir de 1994 un modèle faisant intervenir la résonance harmonique et les accumulations (clusters) d’électrons, reprenant les hypothèses de Gennady Mesyats (en) et de Kenneth R. Shoulders (en) : selon lui, les conditions indispensables à une réaction de fusion nucléaire en conditions froides sont : une bonne ionisation du milieu, assimilable à un plasma froid ; la capacité du milieu à produire des électrons libres en quantité ; le lancement d'une résonance de type Grand Système de Poincaré (selon Ilya Priogine) ; l'accumulation d'électrons dans le milieu. 

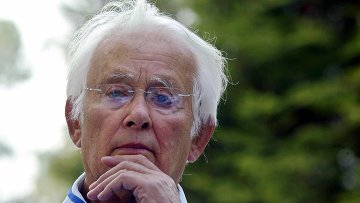
Gorges Charpak en 2013

En 1997 s'établit une controverse entre le prix Nobel de physique Georges Charpak et Michel Rambaut, le premier considérant que les expériences sur la fusion froide n'étaient pas reproductibles, que les laboratoires qui travaillaient sur ce sujet étaient des groupes de pression, que les organismes qui les finançaient pratiquaient un « gaspillage éhonté » et que ses contradicteurs, parmi lesquels Michel Rambaut, étaient des « fidèles » illusionnés. De son côté, Michel Rambaut, sans nier les difficultés de reproductibilité des expériences, déplore l'absence de financement de pistes de recherche qui seraient prometteuses, comme l'emploi d'électrodes de nickel ou de plasmas froids denses. 
En 2004, il montre les limites de puissance de ces réactions de fusion ce qui enterre toute possibilité d'application industrielle. 
Michel Rambaut a participé à la plupart des International Conferences on Cold Fusion et ses travaux ont trouvé un écho dans la presse scientifique de vulgarisation. Il a été consulté par le ministère français de l'Industrie sur ce sujet. Cependant, pour Jean-Pierre Lentin et Yves Coppens, il fait partie des scientifiques qui se sont fourvoyés dans leurs recherches.

### Monopôles magnétiques

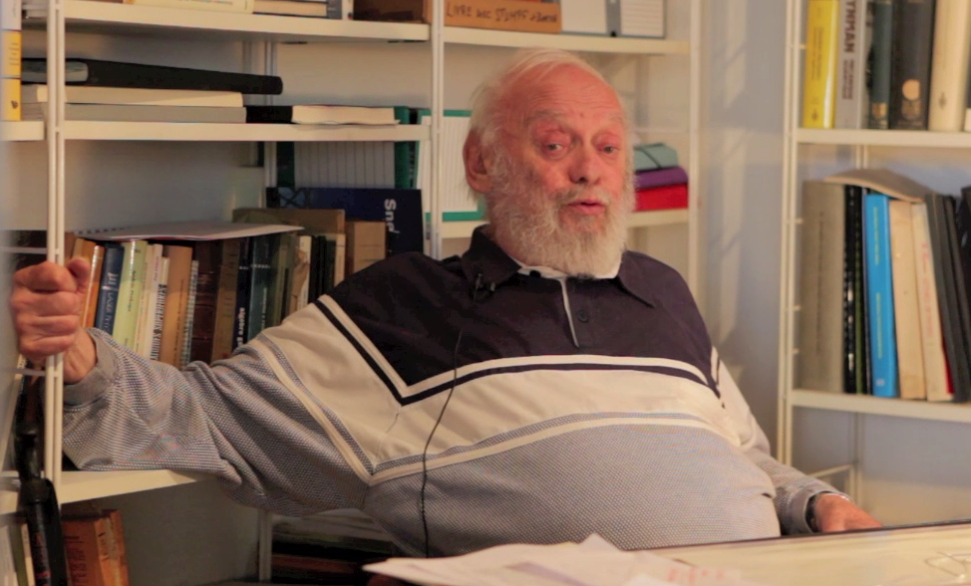
Georges Lochak en 2011

Michel Rambaut, à partir de ses travaux sur les clusters d'électrons, postule qu'en leur sein se produisent des réactions de transmutation à bas niveau d'énergie produisant des monopôles magnétiques, particules hypothétiques prévues par Paul Dirac en 1931 puis modélisées par Georges Lochak comme des neutrinos excités possédant un moment magnétique,, mais cette théorie n'est pas acceptée par la communauté scientifique. Michel Rambaut envisage des applications industrielles de la production de ces monopôles au sein de clusters d'électrons : transmutation des déchets radioactifs à période longue de l'industrie nucléaire, amélioration de la combustion des réacteurs nucléaires. D'un autre côté, certaines propriétés singulières des monopôles magnétiques, comme la possibilité de décomposer à distance des molécules polaires ont servi de base rationnelle pour fournir une explication alternative de la catastrophe de l'usine d'AZF à Toulouse.

## Publications
- Julien J, Samour C, Bianchi G, Duval P, Genin JP, Letourneau R, Mougeot A, Rambaut M, Palmeri A, Vinciguerra D, Berman BL. (e,e'x) coincidence experminents on 6Li, 9Be and 24Mg. International conference on photonuclear reactions and applications, Pacific Grove, California, USA, 26 mars 1973.
- Genin JP, Julien J, Rambaut M et al. The 6Li(e, e’a) and 6Li(e,e’d) reactions at 520 MeV. Physics Letter B A 1974 ; 52 (1) : 46-8.
- Genin JP, Julien J, Rambaut M, Samour C, Palmeri A, Vinciguerra D. Quasi-free electron scattering on α-particles and deuterons in 6Li and 9Be. Lettere al Nuovo Cimento Series 2 1975 ; 13 (18) : 693-6.
- Rambaut ML. Détection d’un rayonnement corpusculaire et information. Nuclear Instruments & Methods in Physics Research 1986 ; A248 : 471-82.
- Rambaut M, Vigier JP. The simultaneous existence of EM Grassmann-Lorentz forces (acting on charged particles) and Ampère forces (acting on charged conducting elements) does not contradict relativity theory. Physics Letters A 1989 ; 142 (8-9) : 447-52.
- Rambaut M, Vigier JP. Ampère forces considered as collective non-relativistic limit of the sum of all Lorentz interactions acting on individual currents elements: possible consequences for electromagnetic discharge stability and tokamak behaviour. Physics Letters A 1990 ; 148 (5) : 229-38.
- Rambaut M. Macroscopic non-relativistic Ampère EM interactions between current elements reflect the conducting electron accelerations by the ion’s electric fields. Physics Letters A 1991 ; 154 (5-6) : 210-4.
- Rambaut M. Capillary fusion through Coulomb barrier screening in turbulent processes generated by high intensity current pulses. Physics Letters A 1992 ; 163 : 335-42.
- Rambaut M. Double screened Coulomb barrier accounts for neutrons production in cluster and other fusion experiments. Physics Letters A 1992 ; 164 : 155-63.
- Rambaut M. Screening & resonance. Fusion facts 1993 ; 5 (6) : 17-18.
- Rambaut M. Account of cold fusion by screening and harmonic oscillator resonance. Fusion Technol 1994 ; 26 (4) :  486-92.
- Rambaut M. Experimental Evidences for the Electrol Accumulation Cold Fusion Model. ICCF-5 (1995).
- Rambaut M. Experimental Evidence for the Harmonic Oscillator Resonance and Electron Accumulation Model of Cold Fusion. Proc. ICCF-5, 1995.
- Rambaut M. Accumulation d'électrons et vide quantique. Annales de la Fondation Louis-de-Broglie 2003 ; 28 : 465-483.
- Rambaut M. Electron clusters and nuclear fusion. Annales de la Fondation Louis de Broglie 2004 ; 29 : 1131-47.
- Rambaut M. Electrons clusters and magnetic monopoles. Condensed matter nuclear science  (ISBN 978-981-256-640-9), 2006 : 798-805.